# Podadenia sapida
Podadenia sapida là một loài thực vật có hoa trong họ Đại kích. Loài này được Thwaites miêu tả khoa học đầu tiên năm 1861.